# Magdalena Łośko
Magdalena Łośko (de soltera Waszak; Inowrocław, Cuyavia y Pomerania, 30 de agosto de 1984) es una pedagoga y política polaca. Afiliada al partido Plataforma Cívica, desde 2019 se desempeña como miembro del Sejm por el 4º distrito de Bydgoszcz.

## Primeros años y educación
Łośko nació el 30 de agosto de 1984 en Inowrocław, siendo hija de Henryk y Aleksandra Waszak. Se graduó en pedagogía en la Universidad Kazimierz Wielki en Bydgoszcz.

## Carrera política
Militante de Plataforma Cívica, asumió el cargo de presidenta de las estructuras partidarias de la ciudad. Desde 2008, fue directora de la oficina adjunta de Krzysztof Brejza. En 2010, fue elegida concejal de la ciudad de Inowrocław, siendo reelegida en 2014 y 2018. Fue vicepresidenta del Ayuntamiento de Inowrocław. En 2019 se convirtió en directora del departamento de cultura y promoción de Poviat Starosty en Inowrocław.
En las elecciones parlamentarias de 2019, resultó electa diputada por la lista de la Coalición Cívica, recibiendo 14.407 votos en el distrito electoral de Bydgoszcz.

## Resultados electorales

### Sejm
|  | 3,13 % |

|  | 31,05 % |